# Sítio Novo (Maranhão)
Sítio Novo is een gemeente in de Braziliaanse deelstaat Maranhão. De gemeente telt 16.086 inwoners (schatting 2009).